# Басанская, Ольга Александровна
Ольга Александровна Басанская (6 января 1992, Никополь, Днепропетровская область) — украинская футболистка, защитница клуба «Кривбасс». Выступает за сборную Украины.

## Биография
Во взрослом футболе дебютировала в 14-летнем возрасте в чемпионате Украины 2006 года в составе клуба «Жилстрой-1» (Харьков). Продолжала выступать за этот клуб до 2012 года, сыграв в чемпионатах Украины 63 матча и забив 23 гола. Неоднократная чемпионка Украины (2006, 2008, 2011, 2012), серебряный призёр чемпионата (2009), обладательница (2011, 2010, 2008, 2007, 2006) и финалист (2009) Кубка Украины. В составе клуба принимала участие в европейских кубковых турнирах.
В 2012 году перешла в российский клуб «Рязань-ВДВ», в его составе за следующие 6 лет сыграла более 100 матчей в чемпионатах России. В осеннем сезоне 2013 года и в 2018 году становилась чемпионкой России, в 2017 году — серебряный призёр. Обладательница (2014) и финалист (2018) Кубка России.
В начале 2019 года вернулась в клуб «Жилстрой-1», где играла до 2022 года. Также играла за армянскую «Хаясу», после чего стала выступать за украинский «Кривбасс».
Выступала за сборные Украины младших возрастов.
В национальной сборной Украины сыграла более 70 матчей.